# Кроника једног злочина
Кроника једног злочина је југословенски омнибус филм из 1973. године који је, према свом сценарију, режирао Лордан Зафрановић.

## Омнибус
Кроника једног злочина је омнибус састављен од три приче, а свима је тема девијација човекове психе.
- Валцер је прва прича и приказује стицање првих сексуалних искустава полазника плесне школе у Сплиту.[2]
- Аве Марија је друга прича и у њој је приказан крвав злочин који разбија сеоску идилу.[2]
- Мора је трећа прича у којој је приказана егзистенцијална тешкоћа породице на изолованом острву отоку која завршава убиством.[2]

## Улоге
| Глумац          | Улога |
| --------------- | ----- |
| Хермина Пипинић |       |
| Божидар Јеленић |       |
| Јакша Млачић    |       |
| Јадранка Вучак  |       |
| Катја Цвитић    |       |

## Награде
- Филм Кроника једног злочина награђена је на фестивалу у Чикагу.[2]
- Пула 73' - Диплома Лордану Зафрановићу за 'надахнуто истраживање иновација филмског израза'.[2]
- Награда листа Младост Лордану Зафрановићу.[2]